# 니컬러스 브론
니컬러스 브론(영어: Nicholas Braun, 1988년 5월 1일 ~ )은 미국의 배우이다. HBO 드라마 《석세션》(2018-23)으로 프라임타임 에미상 드라마 부문 남우조연상 후보에 3번, 크리틱스 초이스 텔레비전상 드라마 부문 남우조연상 후보에 1번 올랐다.

## 출연 작품

### 영화
- 스카이 하이 (2005)
- 프린세스 구출 대작전 (2009)
- 거친 녀석들: 거침없이 쏴라 (2011)
- 샬레이걸 (2011)
- 프롬 (2011)
- 왓치 (2012)
- 월플라워 (2012)
- 더 스탠포드 프리즌 엑스페리먼트 (2015)
- 폴터가이스트 (2015)
- 프릭스 오브 네이처 (2015)
- 하우 투 비 싱글 (2016)
- 위스키 탱고 폭스트롯 (2016)
- 겟 어 잡 (2016)
- 드림 시나리오 (2023)

### 텔레비전
- 성범죄수사대: SVU (2002)
- 위드아웃 어 트레이스 (2006)
- 콜드 케이스 (2008)
- 미국 십대의 비밀생활 (2009)
- 내가 널 사랑할 수 없는 10가지 이유 (2009-10)
- CSI: 과학수사대 (2011)
- 석세션 (2018-23)
- 새터데이 나이트 라이브 (2021)
- 심슨 가족 (2022)